# 태즈메이니아 잭점퍼스
태즈메이니아 잭점퍼스(영어: Tasmania JackJumpers)는 태즈메이니아주 호바트을 연고지로 하는 NBL 소속 프로 농구 팀이다. 홈경기장은 마이스테이트 뱅크 아레나이다.

## 참조
1. ↑  시즌의 뒷 해로 표기. 2006-2007 시즌의 경우 2007로 표기.